# هانس إيسيل
هانس إيسيل (بالألمانية: Hans Eisele)‏ هو لاعب كرة قدم ألماني في مركز الدفاع، ولد في 7 أغسطس 1940 في شتوتغارت في ألمانيا، وتوفي في 20 أكتوبر 2002. لعب مع نادي شتوتغارت.

## وصلات خارجية
- هانس إيسيل على موقع قاعدة بيانات كرة القدم.إي يو (الإنجليزية)
- هانس إيسيل على موقع بيانات كرة القدم. دي إي (الألمانية)